# Karneades
För andra betydelser, se Karneades (olika betydelser).

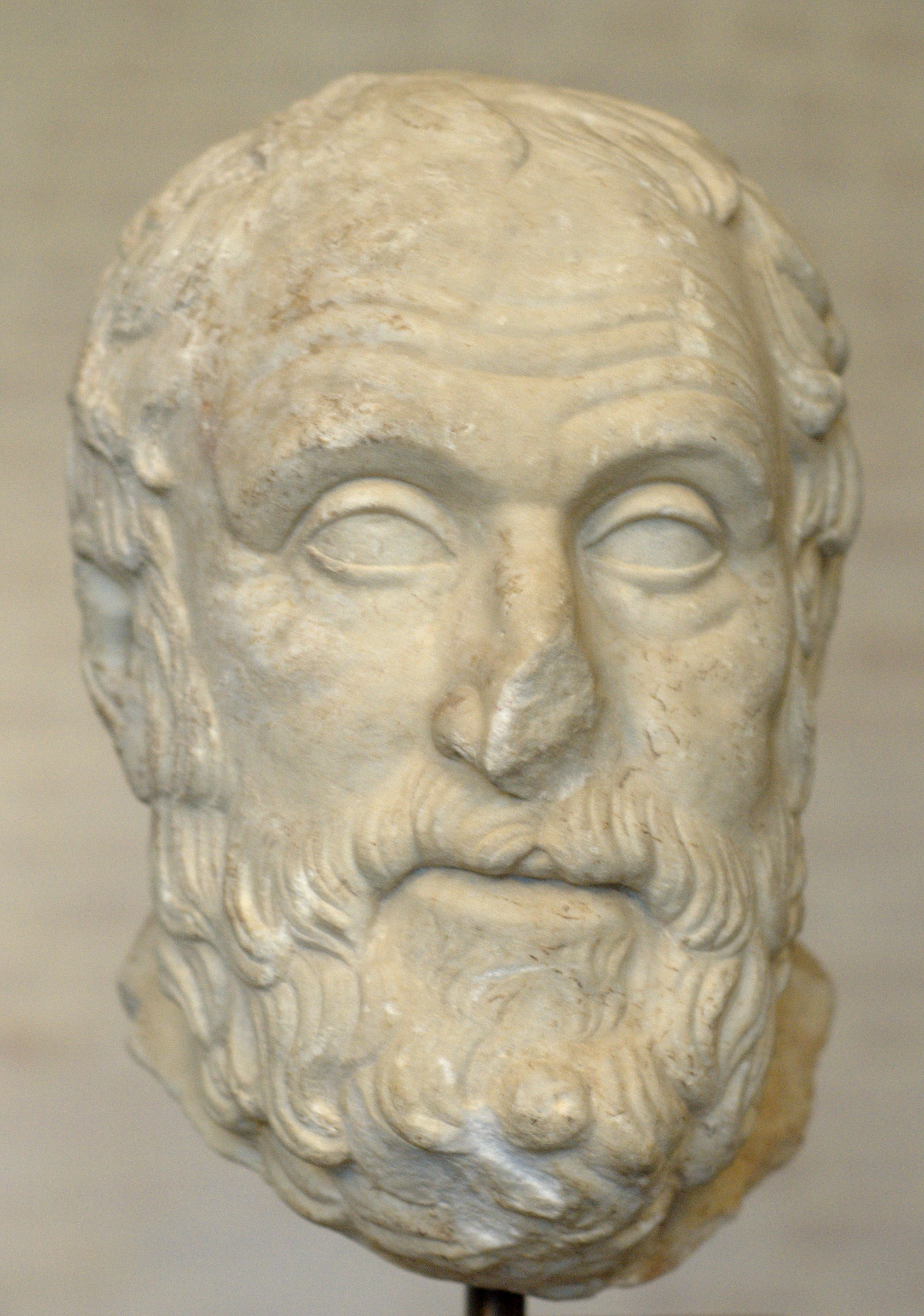
Romersk kopia av huvudet från en staty föreställande en sittande Karneades uppförd på Atens agora cirka 150 f.Kr., Münchens Glyptotek.

Karneades (grekiska: Καρνεάδης, latin: Carneades, betydelse "från Karnea"), född 214/213 f.Kr. i Kyrene i det nutida Libyen, död 129/128 f.Kr. i Aten var en akademisk skeptiker. Vid år 159 f.Kr. hade han börjat vederlägga alla tidigare dogmatiska läror, speciellt stoicismen, och till och med epikurismen som tidigare skeptiker hade skonat. Som föreståndare för den platonska akademin var han en av tre filosofer som sändes till Rom år 155 f.Kr, där hans föreläsningar om rättvisans osäkerhet skapade bestörtning bland de ledande politikerna. Han efterlämnade inga skrifter och många av hans åsikter är bara kända genom hans efterträdare Kleitomachos. Han lär ha betvivlat, inte bara sinnenas utan även förnuftets, förmåga att ernå sanning. Hans skepticism mildrades dock av tron att vi trots allt kan förvissa oss om sannolikheter, så att vi kan leva och handla rätt.

## Levnad
Karneades, vars far hette Epikomos eller Filokomiis, föddes i Kyrene i Cyrenaika år 214 eller 213 f.Kr. Han flyttade tidigt till Aten, bevistade stoikernas föreläsningar och lärde sig deras logik från Diogenes. Han studerade Krysippos verk och använde sin energi på att mycket spetsfundigt och originellt vederlägga dem.
Han slöt sig till den platonska akademin som hade fått utstå stoikernas attacker, och vid Hegesinos död valdes han att leda Akademins möten och blev därmed den fjärde skolarken sedan Arkesilaos. Hans vältalighet och stora argumentationsskicklighet återskapade skolans glans, och han förde, genom att försvara sig med att inget kan hållas för säkert (inte ens att inget kan hållas för säkert), ett energiskt krig mot varje inriktning som hade förekommit hos andra grupper.
År 155 f.Kr., när han var 58 år gammal, utsågs han att tillsammans med stoikern Diogenes från Seleukia och peripatetikern Kritolaos åka som ambassadör till Rom för att beklaga böterna på 500 talenter som hade ålagts atenarna för förstörelsen av Oropos. Under sin vistelse i Rom uppmärksammades han för sina eleganta tal om filosofiska ämnen och det var här som han, i närvaro av Cato den äldre, höll sina berömda utläggningar om rättvisa. I det första talet lovordade han den romerska rätten och nästa dag höll han sitt andra tal, i vilket han argumenterade mot alla påståenden han gjort dagen innan. Han försökte härigenom övertygande bevisa att rättvisebegreppet oundvikligen var problematiskt och inget som var givet när det kom till dygden, utan mer ett instrument som ansågs nödvändigt för ett välordnat samhälles bestånd. Cato, som förstod de potentiella farorna med resonemanget, upprördes och motionerade i den romerska senaten om att filosofen skulle skickas hem till sin skola, så att inte den romerska ungdomen skulle börja undersöka alla romerska doktriner. Karneades levde därefter i Aten i tjugosju år.
Karneades efterträddes vid hög ålder (137/136 f.Kr.) av sin namne Karneades, son till Polemarchos, men den yngre Karneades dog 131/130 f.Kr. och efterträddes av Krates från Tarsos. Den äldre Karneades dog vid 85 års ålder (fast Cicero säger 90) år 129/128 f.Kr. Efter Krates död 127/126 f.Kr. blev Kleitomachos föreståndare för Akademin.
Karneades beskrivs som en outtröttlig man. Han var så upptagen av sina studier att han lät hår och naglar växa till omåttlig längd, och var så frånvarande vid sitt matbord (han åt alltid hemma) att hans tjänarinna och konkubin, Melissa, tvingades mata honom. Valerius Maximus, som vi har att tacka för denna anekdot, berättar även att Karneades laxerade sig med helleborin, för att vara skärpt innan han diskuterade med Krysippos. Vid hög ålder led han av grå starr, vilket gjorde honom otålig, och han var så dåligt tillfreds med det naturliga åldrandet, att han brukade fråga ilsket om detta var det sätt på vilket naturen gjorde sina verk ogjorda och ibland uttryckte en önskan att förgifta sig själv.

## Filosofi

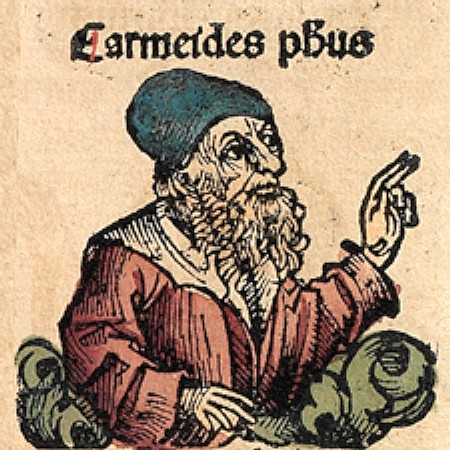
Karneades, avbildad som en medeltida lärd i Nürnbergkrönikan, där kallad "Carmeides".

Karneades är känd som en akademisk skeptiker. Akademiska skeptiker, kallade så därför att detta var den typ av skepticism som lärdes ut i Platons akademi i Aten, anser att ingen kunskap är möjlig, förutom kunskapen att all annan kunskap ej är möjlig.
Karneades har ej efterlämnat några skrivna verk och allt som är känt om hans läror kommer från hans nära vän och elev Kleitomachos - men han efterlevde sina egna principer till den grad att Kleitomachos bekänner att han inte visste vad hans lärare ansåg i någon fråga. Karneades förefaller att ha förespråkat ateism och förnekat att världen hade någon annan orsak än slumpen. Vad gäller etiken, som speciellt var föremål för hans långa och djupgående studier, förefaller han att ha förnekat de moraliska uppfattningarnas samstämmighet med naturen. Detta betonade han speciellt i sitt andra tal om rättvisan i vilket han uppenbarligen ville förmedla sin egen åsikt i frågan - och där vidhåller han att idéer om rättvisa inte kommer från naturen, utan att de är fullständigt artificiella skapelser för ändamålsenliga eller egennyttiga ändamål.
Allt detta var dock inget annat än speciella tillämpningar av hans allmänna teori att människorna inte kunde äga ett sanningskriterium, någonsin.
Karneades resonerade som så, att om det fanns ett kriterium så måste det finnas antingen i förnuftet (λόγος/logos), upplevelsen (Αισθήσεις/aisthesis)) eller föreställningen (Φαντασία/phantasia). Men förnuftet beror på föreställningar och föreställningarna i sin tur på sinnesintryck; och när det kommer till sinnesintrycken kan vi inte avgöra om de är sanna eller falska, huruvida de relaterar till de objekt som skapar dem eller bibringar falska intryck till sinnena och medvetandet, och på detta sätt skapar falska upplevelser och uppfattningar - som i sin tur leder förnuftet på fel väg. Därför är såväl förnuftet, upplevelserna och föreställningarna alla lika diskvalificerade som sanningskriterium.
Men i slutänden måste människorna leva, handla och ha några praktiska regler för det vardagliga livet - därför (fast det är såklart omöjligt att uttala det som absolut sant) kan vi i varierande grad fastställa sannolikheter. För, fastän vi inte kan säga att en speciell upplevelse eller föreställning är sann i sig själv, förefaller ändå vissa upplevelser som mer sanna än andra, och vi måste låta oss vägledas av det som verkar vara mest sant. Upplevelser uppträder inte ensamma, utan för det mesta tillsammans, och dessa antingen bekräftar eller motsäger varandra - och ju mer samstämmiga de är, desto sannolikare är det att de är nära sanningen...